# Anne Carsonová
Anne Carsonová (* 21. června 1950 Toronto) je kanadská básnířka a literární vědkyně. Vystudovala klasické jazyky na Torontské univerzitě a v roce 1981 získala doktorát. Kromě Toronta vyučovala také na McGillově univerzitě a na Michiganské univerzitě. V roce 1986 vydala první knihu Eros the Bittersweet, v níž rozebírá dílo Sapfó. I ve své poezii se inspiruje antickými látkami; její nejúspěšnější kniha Autobiography of Red je aktualizovanou podobou mýtu o Géryonovi. Carsonová také přeložila do angličtiny Sofoklovy a Aischylovy tragédie. Její básně zhudebnil Michel van der Aa.
V roce 1998 získala Guggenheimovo stipendium a v roce 2002 Cenu T. S. Eliota. Je členkou Americké akademie umění a věd a v roce 2012 jí Torontská univerzita udělila čestný doktorát. V roce 2019 byla Anne Carsonová uváděna mezi hlavními adepty na zisk Nobelovy ceny za literaturu.
Vystoupila na festivalu Novotvar v Bratislavě. Do slovenštiny byla také přeložena její sbírka Short Talks pod názvem Krátke rozhovory.

## Dílo
- Eros the Bittersweet (1986)
- Short Talks (1992)
- Glass, Irony, and God (1995)
- Plainwater (1995)
- Autobiography of Red: A Novel in Verse (1998)
- Men in the Off Hours (2001)
- The Beauty of the Husband: A Fictional Essay in 29 Tangos (2001)
- If Not, Winter: Fragments of Sappho (2002)
- Wonderwater (Alice Offshore)
- Decreation: Poetry, Essays, Opera (2005)
- Antigonick (2012)
- Red Doc (2013)
- The Albertine Workout (2014)
- Nay Rather (2014)
- Float (2016)
- Bakkhai (2017)